# Belmont-Luthézieu
Belmont-Luthézieu ist eine ehemalige französische Gemeinde und heutige Commune déléguée mit 611 Einwohnern (Stand 1. Januar 2022) im Département Ain in der Region Auvergne-Rhône-Alpes. Sie gehörte zum Kanton Hauteville-Lompnes im Arrondissement Belley. Sie wurde mit Wirkung vom 1. Januar 2019 mit Lompnieu, Sutrieu und Vieu zur Commune nouvelle Valromey-sur-Séran fusioniert.

## Geographie
Belmont-Luthézieu liegt auf 450 m, etwa 14 Kilometer nördlich der Stadt Belley und 49 km südöstlich der Präfektur Bourg-en-Bresse (Luftlinie). Die Doppelgemeinde erstreckt sich im südöstlichen Bugey, an aussichtsreicher Lage am Osthang der Forêt du Fays, eines Höhenzuges im französischen Jura, über dem Tal des Séran, am südlichen Eingang in die Talschaft des Valromey.
Die Fläche des 19,77 km² großen ehemaligen Gemeindegebiets umfasst einen Abschnitt des Valromey. Das Valromey bildet eine breite Senke zwischen zwei Jurakämmen. In diese Senke sind der Fluss Séran, entlang dem die östliche Gemeindegrenze verläuft, und seine Seitenbäche eingetieft. Vom Flusslauf erstreckt sich das Gemeindeareal westwärts über die Hänge von Belmont und Luthézieu bis auf den angrenzenden Höhenzug, der in strukturgeologischer Hinsicht eine Antiklinale bestehend aus Sedimenten der oberen Jurazeit darstellt. Auf dem Kamm breiten sich große Waldgebiete aus: Forêt du Fays (1040 m) und Forêt Domaniale de Gervais (mit 1110 m die höchste Erhebung von Belmont-Luthézieu). Im äußersten Südosten reicht der Gemeindeboden in die ebenfalls vom Séran entwässerte Talniederung am Fuß der Höhenzüge hinunter (260 m).
Die ehemalige Doppelgemeinde besteht aus einer Reihe von Dörfern, Weilern und Gehöften, nämlich:
- Belmont (450 m) am Osthang der Forêt du Fays
- Champdossin (380 m) am Osthang der Forêt du Fays
- Massignieu (305 m) auf einem Plateau am Hangfuß
- Sammonod (480 m) auf einem Sattel im Valromey
- Vogland (540 m) am Osthang der Forêt du Fays
- Nérieu (695 m) am Osthang der Forêt Domaniale de Gervais
- Bioléaz (725 m) am Osthang der Forêt Domaniale de Gervais
- Luthézieu (510 m) auf einem Plateau im Valromey
- Muffieu (530 m) in einem Seitental des Séran
- Vercosin (580 m) auf einem Plateau im Valromey

Nachbarorte von Belmont-Luthézieu sind Sutrieu im Norden, Champagne-en-Valromey, Vieu und Artemare im Osten, Saint-Martin-de-Bavel und Virieu-le-Grand im Süden sowie Plateau d’Hauteville mit Thézillieu im Westen.

## Geschichte

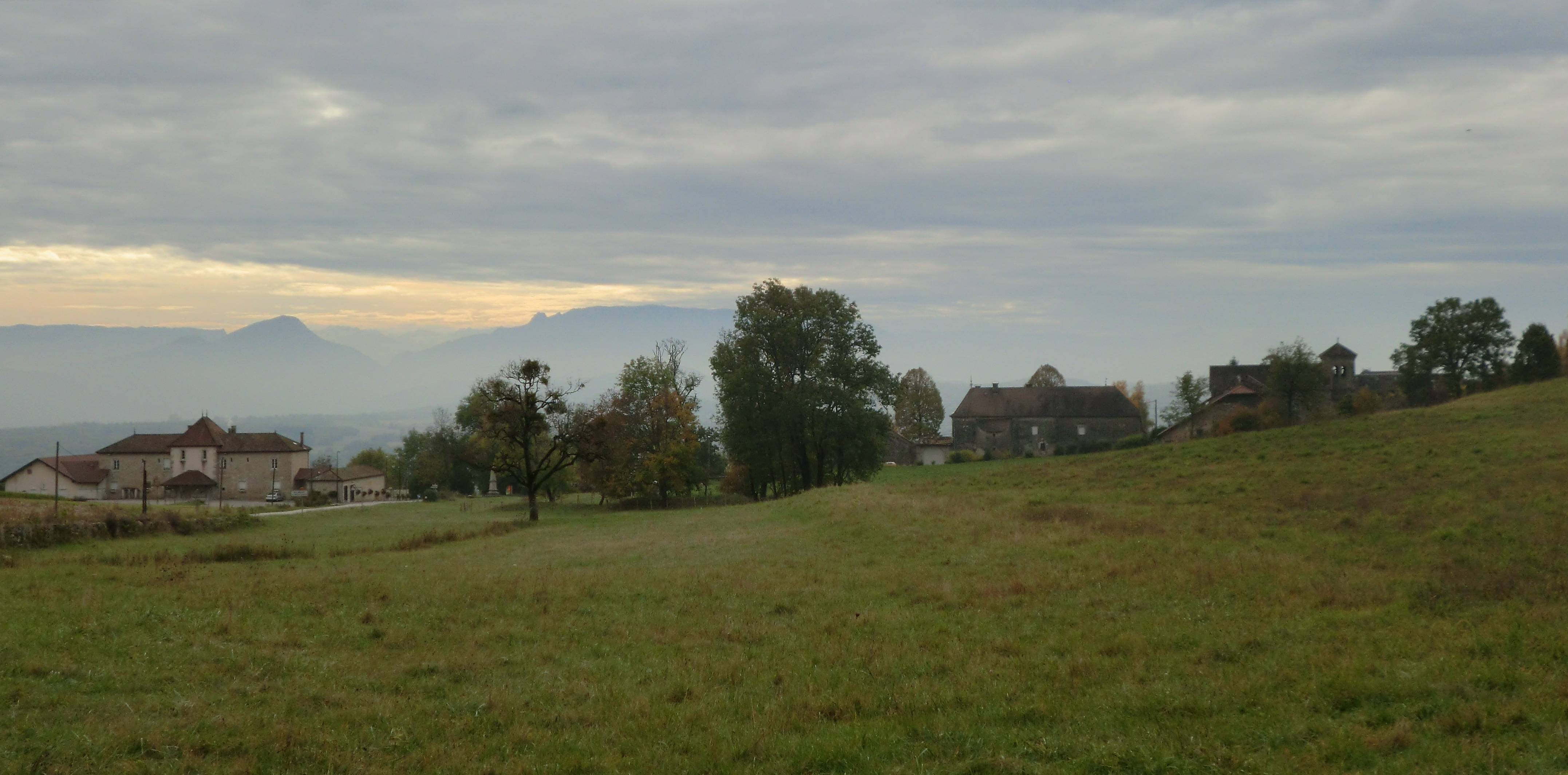
Blick auf Belmont

Das Gemeindegebiet von Belmont-Luthézieu war bereits in vorgeschichtlicher Zeit besiedelt. Im Jahre 1110 wurde in Belmont das Priorat Saint-Claude gegründet. Seit dem 12. Jahrhundert bildete Luthézieu eine Pfarrei. Beide Dörfer standen im Mittelalter unter der Oberhoheit der Grafen von Savoyen und gelangten mit dem Vertrag von Lyon im Jahre 1601 an Frankreich. Am 1. November 1974 fusionierten die vorher selbständigen Gemeinden Belmont und Luthézieu zur heutigen Doppelgemeinde.

## Sehenswürdigkeiten
Die Pfarrkirche von Belmont stammt ursprünglich aus dem 12. Jahrhundert, wurde seither aber mehrfach restauriert und umgestaltet, insbesondere im 17. und 18. Jahrhundert. Sehenswert ist die kleine Kirche von Luthézieu, die ebenfalls im 12. Jahrhundert erbaut wurde. Aus dieser Zeit ist der romanische Chor erhalten, die Kirche ist als monument historique eingetragen. Aus dem 17. Jahrhundert stammt die Kapelle von Vogland.
Von den profanen Bauwerken sind das Château d’Hostel (15. Jahrhundert; im 18. Jahrhundert verändert) auf einem Hügel nördlich von Belmont, Überreste des Priorats Saint-Claude (16. Jahrhundert) in Belmont, die Zehntscheune (Grange des Dîmes) aus dem 16. Jahrhundert in Vercosin und das Monument der Widerstandskämpfer des Valromey in Luthézieu zu erwähnen.
Zu den Natursehenswürdigkeiten zählen die besonders bei Hochwasser eindrucksvolle, rund 70 m hohe Cascade de Cerveyrieu und die ebenfalls vom Séran geschaffene Schlucht von Thurignin.

## Bevölkerung
| Bevölkerungsentwicklung | Bevölkerungsentwicklung |
| Jahr                    | Einwohner               |
| ----------------------- | ----------------------- |
| 1962                    | 367                     |
| 1968                    | 324                     |
| 1975                    | 300                     |
| 1982                    | 293                     |
| 1990                    | 308                     |
| 1999                    | 394                     |
| 2006                    | 461                     |
| 2011                    | 527                     |
| 2022                    | 611                     |

Mit 611 Einwohnern (Stand 1. Januar 2022) gehörte Belmont-Luthézieu zu den kleinen Gemeinden des Département Ain. Nachdem die Einwohnerzahl in der ersten Hälfte des 20. Jahrhunderts deutlich abgenommen hatte, wurde seit Mitte der 1980er Jahre wieder ein Bevölkerungswachstum verzeichnet. Die Ortsbewohner von Belmont-Luthézieu heißen auf Französisch Belmontais(es).

## Wirtschaft und Infrastruktur
Belmont-Luthézieu war bis weit ins 20. Jahrhundert hinein ein vorwiegend durch die Landwirtschaft geprägtes Dorf. Daneben gibt es heute einige Betriebe des lokalen Kleingewerbes. Mittlerweile hat sich das Dorf dank der schönen Lage auch zu einer Wohngemeinde gewandelt. Zahlreiche Erwerbstätige sind Wegpendler, die in den größeren Ortschaften der Umgebung ihrer Arbeit nachgehen.
Die Ortschaft liegt abseits der größeren Durchgangsstraßen an der Departementsstraße D8, die von Virieu-le-Grand über den Col de la Lèbe nach Hauteville-Lompnes führt. Weitere Straßenverbindungen bestehen mit Artemare und Champagne-en-Valromey.